# Суд Божий (фільм)
«Суд Божий» (фр. Le Jugement de Dieu) — французький кінофільм з Луї де Фюнесом.

## Синопсис
Баварія, 1433 рік. Обставини вимагають, щоби принц Альберт одружився з принцесою Берте фон Вюртемберг, але красень-принц не хоче одружуватися з некрасивою принцесою. Не дивлячись на це, він змушений підкоритись волі свого авторитарного батька, герцога Ернеста, і вирушає у супроводі свити до Вюртемберга. Зробивши зупинку в Аугсбурзі, він знайомиться з донькою місцевого перукаря Агнес Бернауер і закохується без пам'яті. Через деякий час пара таємно заручається і переховуються в замку тітки Альберта, маркграфині Жозефи, поки герцог не признає їхній шлюб. Але герцог Ернест відмовляє їм, і тоді Альберт за підтримки Жозефи, зібравши армію, оголошує батьку війну. Вони уже майже перемагають, коли один монах, брат Енріке, оголошує Агнес чаклункою…

## У ролях
- Андре Дебар — Агнес Бернауер
- Жан-Клод Паскаль — Альберт III, герцог Баварії
- П'єр Ренуар — Ернест, герцог Баварії
- Габрієль Дорзья — Жозефа, тітка принца Альберта
- Жан Баррер — граф Торрінг
- Олів'є Юссено — пан Бернауер, батько Агнес та Марі (перукар)
- Луї Сеньє — бургомістр (мер)
- Андре Веслі — капітан
- Жак Дінам — солдат
- Макс Дальбан — м'ясник
- Жан Кларьо — лідер поза законом
- Марсель Рейна — міністр
- Луї де Фюнес — емісар бургомістра
- Жорж Дукін — Енріке (монах)